# Adjungierter Operator
In der Funktionalanalysis kann zu jedem dicht definierten linearen Operator {\displaystyle T} ein adjungierter Operator (manchmal auch dualer Operator) {\displaystyle T^{*}} definiert werden.
Lineare Operatoren können zwischen zwei  Vektorräumen mit gemeinsamem Grundkörper {\displaystyle \mathbb {K} \in \{\mathbb {R} ,\mathbb {C} \}} definiert werden. Adjungierte Operatoren werden allerdings häufig nur auf  Hilberträumen betrachtet, also beispielsweise (endlichdimensionalen) euklidischen Räumen. 
Auf endlichdimensionalen Räumen entspricht der adjungierte Operator der adjungierten Matrix. In der Matrizenrechnung mit reellen Einträgen entspricht die Bildung des adjungierten Operators dem Transponieren, bei komplexen Einträgen dem (komplex) Konjugieren und Transponieren der Ausgangsmatrix. In der Physik und den Ingenieurwissenschaften wird daher, in Analogie zur Matrixtheorie, der adjungierte Operator in der Regel nicht mit {\displaystyle T^{\ast }}, sondern mit {\displaystyle T^{\dagger }} bezeichnet.

## Definition
In diesem Abschnitt wird die Adjungierte eines Operators zwischen Hilberträumen definiert. Der erste Unterabschnitt beschränkt sich auf beschränkte Operatoren. Im zweiten Abschnitt wird das Konzept auf unbeschränkte Operatoren erweitert.

### Beschränkte Operatoren
Seien {\displaystyle H_{1}} und {\displaystyle H_{2}} Hilberträume und {\displaystyle T\colon H_{1}\to H_{2}} ein linearer beschränkter Operator. Der adjungierte Operator {\displaystyle T^{*}\colon H_{2}\to H_{1}} ist durch die Gleichung
{\displaystyle \langle Tx,y\rangle _{H_{2}}=\langle x,T^{*}y\rangle _{H_{1}}}
definiert.
Alternativ kann für jedes {\displaystyle y\in H_{2}} die Abbildung {\displaystyle x\mapsto \langle Tx,y\rangle _{H_{2}}} betrachtet werden. Dies ist ein auf dem ganzen Hilbertraum definiertes, lineares stetiges Funktional. Der Darstellungssatz von Fréchet-Riesz besagt, dass für jedes stetige lineare Funktional ein eindeutig bestimmtes Element {\displaystyle z\in H_{1}} existiert, sodass {\displaystyle \langle Tx,y\rangle _{H_{2}}=\langle x,z\rangle _{H_{1}}} für alle {\displaystyle x\in H_{1}} gilt. Also insgesamt existiert für jedes {\displaystyle y\in H_{2}} genau ein Element {\displaystyle z\in H_{1}} mit {\displaystyle \langle Tx,y\rangle _{H_{2}}=\langle x,z\rangle _{H_{1}}}. Nun wird {\displaystyle T^{*}y:=z} gesetzt. Diese Konstruktion ist äquivalent zu obiger Definition.

### Unbeschränkte Operatoren
Seien {\displaystyle X} und {\displaystyle Y} Hilberträume. Mit {\displaystyle D(T)} wird der Definitionsbereich des linearen unbeschränkten Operators {\displaystyle T} bezeichnet. Die Operatoren {\displaystyle T\colon D(T)\subset X\rightarrow Y} und {\displaystyle S\colon D(S)\subset Y\rightarrow X} heißen zueinander formal adjungiert, falls 
{\displaystyle \langle y,Tx\rangle _{Y}=\langle Sy,x\rangle _{X}}
für alle {\displaystyle x\in D(T)} und {\displaystyle y\in D(S)} gilt. Unter diesen Voraussetzungen ist {\displaystyle S} im Allgemeinen nicht eindeutig durch {\displaystyle T} gegeben. Ist {\displaystyle T} dicht definiert, so existiert ein zu {\displaystyle T} maximaler, formal adjungierter Operator {\displaystyle T^{*}}. Diesen nennt man den adjungierten Operator von {\displaystyle T}.

## Beispiele
- Wählt man als Hilbertraum den endlichdimensionalen unitären Vektorraum {\displaystyle \mathbb {C} ^{n}}, so kann ein stetiger linearer Operator {\displaystyle T} auf diesem Hilbertraum durch eine Matrix dargestellt werden. Der dazu adjungierte Operator {\displaystyle T^{*}} wird dann durch die entsprechende adjungierte Matrix dargestellt. Daher ist der adjungierte Operator eine Verallgemeinerung der adjungierten Matrix.
- In diesem Beispiel wird der Hilbertraum der quadratintegrierbaren Funktionen {\displaystyle L^{2}([0,1])} betrachtet. Mit einer entsprechenden Funktion {\displaystyle k\colon [0,1]\times [0,1]\to \mathbb {C} } (beispielsweise {\displaystyle k\in C([0,1]\times [0,1])}) ist der Integraloperator

{\displaystyle Tx(s):=\int _{0}^{1}k(s,t)x(t)\mathrm {d} t}
stetig auf {\displaystyle L^{2}([0,1])}. Sein adjungierter Operator {\displaystyle T^{*}} lautet
{\displaystyle T^{*}y(t):=\int _{0}^{1}{\overline {k(s,t)}}y(s)\mathrm {d} s}.
Dabei ist {\displaystyle {\overline {k(s,t)}}} das komplex Konjugierte von {\displaystyle k(s,t)}.

## Eigenschaften
Sei {\displaystyle T\colon X\supset D(T)\rightarrow Y} dicht definiert. Dann gilt:
- Ist {\displaystyle D(T^{*})} dicht, so ist {\displaystyle T\subset T^{**}}, das heißt {\displaystyle D(T)\subset D(T^{**})} und {\displaystyle T=T^{**}} auf {\displaystyle D(T)}
- {\displaystyle \operatorname {Ker} (T^{*})=\operatorname {Ran} (T)^{\bot }}. Dabei steht Ker für den Kern des Operators und Ran (für Range) für den Bildraum.
- {\displaystyle T} ist genau dann beschränkt, wenn {\displaystyle T^{*}} beschränkt ist. In diesem Fall gilt {\displaystyle \|T\|=\|T^{*}\|}
- Ist {\displaystyle T} beschränkt, so ist {\displaystyle T^{**}} die eindeutige Fortsetzung von {\displaystyle T} auf {\displaystyle X}

Sei {\displaystyle S\colon X\supset D(S)\rightarrow Y} dicht definiert. Der Operator {\displaystyle T+S} ist definiert durch {\displaystyle (T+S)x:=Tx+Sx} für {\displaystyle x\in D(T+S):=D(T)\cap D(S)}. Ist {\displaystyle T+S} dicht definiert, so ist {\displaystyle (T+S)^{*}\supset T^{*}+S^{*}}. Ist {\displaystyle T} beschränkt, so gilt sogar die Gleichheit.
Seien {\displaystyle Z} ein Hilbertraum und {\displaystyle S:Y\supset D(S)\rightarrow Z}. Dann wird die Hintereinanderausführung beziehungsweise Komposition {\displaystyle TS} von {\displaystyle T} und {\displaystyle S} definiert durch {\displaystyle TSx:=T(Sx)} für {\displaystyle x\in D(TS):=\{x\in D(S):Sx\in D(T)\}}. Ist {\displaystyle TS} dicht definiert, so gilt {\displaystyle (TS)^{*}\supset S^{*}T^{*}}. Ist {\displaystyle T} beschränkt, erhält man {\displaystyle (TS)^{*}=S^{*}T^{*}}.

## Symmetrische und selbstadjungierte Operatoren
Ein linearer Operator {\displaystyle T\colon X\supset D(T)\rightarrow X} heißt
- symmetrisch oder formal selbstadjungiert, falls {\displaystyle \langle Tx,y\rangle =\langle x,Ty\rangle } für alle {\displaystyle x,y\in D(T)} gilt.
- wesentlich selbstadjungiert, falls {\displaystyle T} symmetrisch, dicht definiert und seine Abschließung selbstadjungiert ist.
- selbstadjungiert, falls {\displaystyle T} dicht definiert und {\displaystyle T=T^{*}} gilt.

Außerdem gibt es noch den Begriff des hermiteschen Operators. Dieser wird vor allem in der Physik verwendet, ist jedoch nicht einheitlich definiert.

## Verallgemeinerung auf Banachräume
Adjungierte Operatoren können auch allgemeiner auf Banachräumen definiert werden. Für einen Banachraum {\displaystyle X} bezeichnet {\displaystyle X'} den topologischen Dualraum. Im Folgenden wird mittels {\displaystyle \langle x,x'\rangle :=x'(x)} für {\displaystyle x\in X} und {\displaystyle x'\in X'} die duale Paarung bezeichnet. Seien {\displaystyle X} und {\displaystyle Y} Banachräume und sei {\displaystyle T\colon X\rightarrow Y} ein stetiger, linearer Operator. Der adjungierte Operator
{\displaystyle T'\colon Y'\to X'}
wird definiert durch
{\displaystyle y'\mapsto (x\mapsto y'(Tx)).}
Um diesen adjungierten Operator von den adjungierten Operatoren auf Hilberträumen zu unterscheiden, werden diese oft mit einem {\displaystyle '} statt mit einem {\displaystyle *} notiert.
Ist der Operator {\displaystyle T:D(T)\subset X\to Y} jedoch nicht stetig aber dicht definiert, so definiert man den adjungierten Operator
{\displaystyle T'\colon D(T')\subset Y'\to X'}
durch
{\displaystyle {\begin{aligned}D(T')&:=\{y'\in Y':\exists \,x'\in X':\langle Tx,y'\rangle =\langle x,x'\rangle \ \forall \,x\in D(T)\},\\T'y'&:=x'\ {\text{für}}\ x\in D(T).\end{aligned}}}
Der Operator {\displaystyle T'} ist stets abgeschlossen, wobei {\displaystyle D(T')=\{0\}} möglich ist. Ist {\displaystyle X} ein reflexiver Banachraum und {\displaystyle Y=X}, dann ist {\displaystyle T'} genau dann dicht definiert, wenn {\displaystyle T} abschließbar ist. Insbesondere gilt dann {\displaystyle (T')'={\overline {T}}}.

## Abweichende Konventionen
Insbesondere im linearen komplexen Fall wird für den dualen Operator statt {\displaystyle T^{*}} auch {\displaystyle T^{\dagger }} (Transposition und Übergang zum Konjugiert-Komplexen) genutzt, um eine Verwechslung mit {\displaystyle T^{*}} für die komplex konjugierte Matrix zu vermeiden. Letztere wird auch mit {\displaystyle {\overline {T}}} beschrieben, was aber von Physikern eher für die Mittelwertbildung reserviert ist.